# Stazione di Vicofertile
La stazione di Vicofertile è una stazione ferroviaria posta sulla ferrovia Pontremolese, a servizio dell'omonima frazione della città di Parma.

## Storia
La stazione venne attivata nel 1901 con l'originale progressiva chilometrica 7+235, poi successivamente mutata in quella FS.

## Strutture e impianti

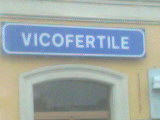
Cartello indicatore di località della stazione, del tipo in uso presso le FS dagli anni '80

La stazione dispone di un fabbricato viaggiatori, di due banchine, collegate tra loro tramite un attraversamento a raso, e due binari. Possiede un ampio scalo merci costituito da un fabbricato merci, un piano caricatore, una vecchia stadera a ponte in disuso e di 4 binari (di cui il primo tronco). Lo scalo è oggi adibito a deposito materiali e di accantono per materiale rotabile e mezzi di servizio.
I binari, nel complesso 6, si possono individuare in questo modo:
- Binario 1: è un binario su tracciato deviato, adibito al servizio passeggeri.
- Binario 2: è il binario di corretto tracciato della linea. Da questo si dirama il primo binario, in entrambi i sensi di marcia.
- Binario merci tronco: è un binario tronco al servizio del piano caricatore dello scalo merci. Sul suo tracciato è posta la vecchia pesa, ad oggi inutilizzata.
- Binari 1, 2, 3: sono posti anch'essi a servizio dello scalo merci. Il fascio si dirama dal binario uno e prosegue nel piazzale antistante la stazione attraverso un raccordo ferroviario dismesso, ma ancora armato e visibile, che collegava la linea ferroviaria ad un mulino.

La stazione possedeva un passaggio a livello al chilometro 8+088 in direzione La Spezia, soppresso nell'agosto del 2012.
Nella stazione trovano posto anche altri edifici minori tra i quali si menziona un piccolo fabbricato per i servizi igienici, nelle immediate vicinanze del fabbricato viaggiatori.

## Movimento
La stazione è servita da treni regionali svolti da Trenitalia Tper nell'ambito del contratto di servizio stipulato con la Regione Emilia-Romagna.
A novembre 2019, la stazione risultava frequentata da un traffico giornaliero medio di circa 35 persone (17 saliti + 18 discesi).

## Servizi
La stazione è classificata da RFI nella categoria bronze.
La stazione dispone di:
- Sala d'attesa
- Servizi igienici

## Interscambi
- Fermata autobus (linee TEP)